# Рацек Кобила
Рацек Кобила з Дворця (чеськ. Racek Kobyla ze Dvorce), або Радциг Кобила (нім. Radzig Kobyla; 1370-ті — 2 лютого 1416 Кутна Гора) — богемський лицар, землевласник. Слуга богемського короля Венцеслава IV. Бургграф скалицький (1403), вишеградський (1410). Помер у Кутній Горі, Богемія. Також — Рацек з Двоєць (чеськ. Racek z Dvojic).

## Біографія
Точна дата і місце народження Радцига Кобили невідомі. Ймовірно, народився у 70-х роках XIV ст..
В молодості, протягом 12 років, Радциг займався бандитизмом. Потім він служив у моравського маркграфа Прокопа, звідки перейшов на службу до богемського короля Венцеслава IV.
Вперше Радциг згадується в 1403 році як бургграф у Скалиці, яку того ж року зруйнував угорський король Сигізмунд. Радциг відступив до Талмберка, а потім— до Раттаю, де його прийняв Хануш Ліпа.
Радциг брав участь у війні Венцеслава IV проти Розенбергів. Разом із Яном Жижкою і Яном Соколом з Ламберка, він керував діями партизан.
У 1410 році Венцеслав IV призначив Радзига бурграфом Вишеграда, а 1412 року дозволив збудувати свій замок у Веселе, поблизу нинішніх Хокерад. 1415 року Радциг згадується як покровитель Хокерадської церкви
У 1416 році Радзиг відправили в Кутну Гору для збору податків для короля. Він був відомим послідовником вчення Яна Гуса, якого проголосили єретиком. 2 лютого Радзиг Кобила та 12 його соратників були вбиті в таверні натовпом шахтарів, підпалених релігійним запалом.
"Вони схопили їх у корчмі, де вони зупинялись, порізали їхні тіла на шматки і викинули на вулицю, де натовп енергійно натоптав їхні останки, а потім у веселій пісні пішов до дому проповідника, щоб той похвалив їх за вчинок на благо церкві, яка заохочувала його здійснити ".
Його замок, разом із селами Хоцеради, Удольніце та Враж, залишились його вдові Анні Улібіцькій. Його діти залишились під опікою лицарів Мікулаша Шранька та Мікулаша з Ребліка.

## Герб
У срібному щиті червона балка, поверх якого золотий клин вістрям догори. Схожий герб мав Богдан з Драгониць, який володів Скалицею до Радцига.

## У культурі

### Відеоігри
Радзіг Кобила, персонаж, представлений у відеоігри Kingdom Come: Deliverance.